# Christian Grolier
Pour les articles homonymes, voir Grolier.
Christian Grolier, né le 16 janvier 1966 à Montpellier, est un syndicaliste français, secrétaire général de la Fédération générale des fonctionnaires - Force ouvrière.

## Biographie
Après avoir obtenu un baccalauréat littéraire (A3), Christian Grolier poursuit ses études par un DEUG administration économique et sociale à la faculté de Montpellier avant de changer d'orientation et de passer le diplôme d’enseignant de la conduite. 
Il est d'abord moniteur d'auto-école (1986-1991), puis inspecteur du permis de conduire et de la sécurité routière (1991-2001), enfin délégué (2001-2009) et délégué principal au permis de conduire et à la sécurité routière (2009- ).
Secrétaire général adjoint du Syndicat national des inspecteurs, cadres et administratifs du permis de conduire et de la sécurité routière - Force ouvrière (Snica-FO) de 2001 à 2004, il en devient secrétaire général  de 2004 en succédant à Laurent Grognu. Il sera réélu jusqu'en avril 2012.
Le 2 avril 2012, il est élu secrétaire général de la Fédération générale des fonctionnaires - Force ouvrière (FGF-FO)
Il est membre de Comité confédéral national et de la Commission exécutive de la CGT-FO.
Depuis novembre 2015, il est membre du Conseil Économique Social et Environnemental (CESE) en tant que conseiller de la section Environnement pour le Groupe FO